# پیوتر مولیک
پیوتر مولیک (لهستانی: Piotr Mowlik؛ زادهٔ ۲۱ آوریل ۱۹۵۱) بازیکن فوتبال اهل لهستان بود.
از باشگاه‌هایی که در آن بازی کرده‌است می‌توان به باشگاه فوتبال لخ پوزنان و باشگاه فوتبال لگیا ورشو اشاره کرد.
وی به‌همراه تیم ملی فوتبال لهستان به مقام نایب قهرمانی بازی‌های المپیک تابستانی ۱۹۷۶ رسیده‌است.